# Dactylosternum dytiscoides
Dactylosternum dytiscoides är en skalbaggsart som först beskrevs av Fabricius 1775.  Dactylosternum dytiscoides ingår i släktet Dactylosternum och familjen palpbaggar. Inga underarter finns listade i Catalogue of Life.